# Ommatius orenoquensis
Ommatius orenoquensis är en tvåvingeart som beskrevs av Jacques-Marie-Frangile Bigot 1876. Ommatius orenoquensis ingår i släktet Ommatius och familjen rovflugor.
Artens utbredningsområde är Guyana. Inga underarter finns listade i Catalogue of Life.